# Servi di Maria

Stemma dell'Ordine, realizzato dalla sovrapposizione di "S" (Servi) e "M" (Maria). La corona è composta da sette gigli, che indicano i sette santi fondatori.

L'Ordine dei servi di Maria, anche detti serviti, in latino Ordo Servorum Beatae Virginis Mariae (sigla O.S.M.), è un ordine mendicante della Chiesa cattolica di diritto pontificio. Venne fondato a Firenze, probabilmente nel 1233, da un gruppo di sette persone, poi conosciuto come i sette santi fondatori.

## Dalle origini all'approvazione
Fin dall'antichità nella Chiesa cattolica molti laici, uomini e donne, decidono di seguire il Vangelo di Cristo più radicalmente. Lasciate le loro occupazioni conducono una vita penitente nelle proprie case o negli eremi. Spesso si formano nuovi gruppi religiosi che si chiamano, nel Medioevo, "penitenza", "poveri di Cristo", "umiliati", "battuti". La tradizione vuole che l'Ordine dei servi di Maria sia nato nell'anno 1233 a Firenze, ma i primi documenti risalgono all'anno 1245 e sono relativi a una comunità di uomini penitenti ritiratisi a vita eremitica e comunitaria sul monte Senario.
Un gruppo di sette laici abbandona le proprie attività per ritirarsi a vita comune di penitenza, povertà e preghiera. Si ritirano dapprima al "Cafaggio", una zona di aperta campagna dove oggi sorge la basilica della Santissima Annunziata, poi si spostano sul monte Senario. Il primo nome assunto è quello di "Compagnia di Maria Addolorata", cambiato poi in "Servi di Maria" per l'apostrofe rivolta, secondo la tradizione, da un bambino a due giovani penitenti che stavano tornando in città dal Monte Senario, che gli sembrarono appunto "due servi di Maria".
Ben presto lasciano anche il monte e, per l'ampio numero di persone che si sono unite a loro, fondano nuove comunità. Nascono, così, i conventi di Siena, Città di Castello e Borgo Sansepolcro, oltre a quelli di Firenze e del monte Senario. Si nota quindi che le prime aree di espansione dell'Ordine sono, così, le regioni della Toscana e dell'Umbria. Da lì l'Ordine si volge verso la zona emiliana dove fonderà il convento di Bologna, primo di una serie di fondazioni emiliane. Vi sono poi notizie di conventi in Germania. L'espansione dell'Ordine porterà quindi, pare negli anni '70 del sec. XIII, a una organizzazione in provincie religiose: Toscana, Patrimonio, Romagnola, Germania.
Per una disposizione del Concilio Lateranense IV (1215), antecedente alla nascita dei Servi e ribadita poi dal Concilio di Lione II (1274), l'Ordine rischia la soppressione. L'azione dei priori generali, Filippo Benizi prima e Lottaringo da Firenze in séguito, grazie a un'instancabile opera, tra cui spicca l'intervento di pace condotto da Filippo nella città di Forlì, ottengono progressivamente di perpetuare l'Ordine.
Sempre a Forlì, dove i frati fin dal XIII secolo hanno un convento in città, mentre Filippo Benizi tenta di riportare la cittadinanza, ribelle a papa Martino IV (1282), a più miti consigli, avviene il famoso incontro con un giovane fortemente contestatore, Pellegrino Laziosi, che pare aver perfino schiaffeggiato il Benizi. Proprio un incontro così burrascoso porta, pochi anni dopo, alla conversione del Laziosi, che diventa poi il santo più noto di tutto l'ordine dei servi di Maria.
Trent'anni dopo, nel 1304, papa Benedetto XI, domenicano, con la bolla Dum levamus (indirizzata al priore generale frà Andrea Balducci da Sansepolcro), approva la Regola e le Costituzioni dei Servi di Maria. L'Ordine conta, all'epoca, circa 250 frati, 27 conventi in Italia, suddivisi in quattro province religiose, e 4 in Germania.

## Il 1300 e il 1400
Il XIV secolo fu condizionato dall'eredità diretta dei sette fondatori: Buonagiunta da Firenze (Manetti), Buonfiglio da Firenze (Monaldi), Amadio da Firenze (Amidei), Manetto da Firenze (dell'Antella), Uguccione da Firenze (Uguccioni), Sostegno da Firenze (Sostegni) e Alessio Falconieri, il più noto dei sette santi. L'ultimo dei Sette Santi fondatori morì nel 1310, ma l'ordine fu anche arricchito da diversi esempi di santa vita, tra i quali i beati Francesco Patrizi, Gioacchino da Siena, Giacomo l'Elemosiniere, Ubaldo da Sansepolcro, Andrea, anch'egli di Sansepolcro, e san Pellegrino Laziosi da Forlì.
In questo periodo, l'Ordine si sviluppa consolidando le presenze nelle province religiose già presenti ed espandendo la sua presenza nel nord-Italia, specialmente nel Veneto (a Treviso, nel 1346, ottennero il permesso di costruire un convento e l'annessa Chiesa di Santa Caterina). Nello stesso periodo l'Ordine è presente con uno studium nella città di Parigi.
Nel XV secolo, invece, il capitolo generale svoltosi a Ferrara nel 1404 decise la ripresa morale di Monte Senario. Nel 1430, nacque la Congregazione dell'Osservanza un ramo dell'Ordine che, senza separarsi dallo stesso, cercò di riformare la spiritualità servita. Tale fenomeno, del resto fu proprio anche di altri ordini, come i domenicani. L'esperienza di tale Congregazione si concluse solo nel 1570. Alla fine del XV secolo, i conventi dell'Osservanza erano 26 e, poco prima del 1570, giunsero quasi a 60.
Nel 1424, papa Martino V, con la bolla Apostolicae Sedis providentia, ratificò l'organizzazione del Terz'Ordine, oggi denominato Ordine secolare dei servi di Maria, che raccoglieva uomini e donne laici, sposati o meno, che avevano fatto propria la spiritualità servita.
Alla fine del Quattrocento, i conventi ammontavano a circa 170, i frati a 1200 e venne, anche, fondato il primo convento in Spagna.
Nel secolo XV si distinguono per santità di vita i beati Giacomo Filippo Bertoni da Faenza, Bonaventura da Forlì e Giovannangelo Porro.

## Il 1500 e il 1600
Il XVI secolo per l'Ordine è un secolo tormentato perché risente della riforma luterana, 1517. In questo secolo oltre la metà dei priori generali fu eletta direttamente dal papa. Inoltre, la Congregazione dell'Osservanza, dopo alcuni decenni di contrasti, ritornò pienamente nell'Ordine solo nel 1570.
Pochi anni dopo la riforma luterana, in Germania, molti conventi dell'Ordine furono soppressi. L'Ordine fu, anche, presente al Concilio di Trento con i propri priori generali. Tra il 1548 ed il 1580, si procedette alla revisione delle Costituzioni dell'Ordine.
Fra Lelio Baglioni, priore generale dal 1590 al 1597, iniziò la riforma dell'Ordine attuata con l'istituzione della Congregazione eremitica di Monte Senario. Fra Angelo Maria Montorsoli, eremita del convento della Santissima Annunziata di Firenze, scrisse una lettera che colpì papa Clemente VIII che, nell'intento di far progredire la riforma, lo impose all'Ordine come priore generale nel 1597. Alla fine del Cinquecento, i conventi dell'Ordine erano 240 e i frati oltre 1800.

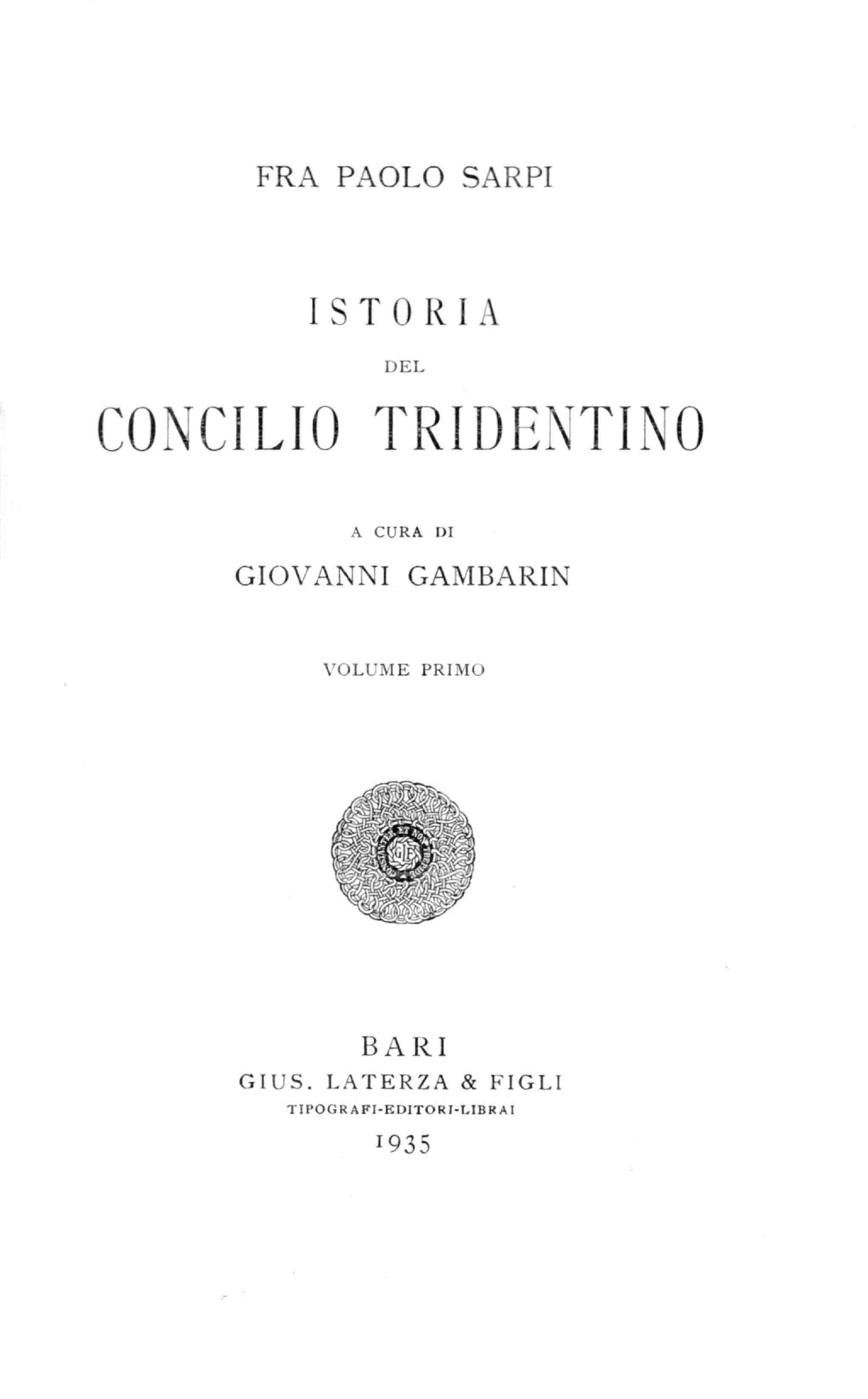
Paolo Sarpi, Istoria del Concilio tridentino, 1935

Il Seicento è caratterizzato dalla vicenda di fra Paolo Sarpi, che fu seriamente osteggiato dalla curia romana prima come teologo poi, anche dopo la sua morte, per la sua Istoria del Concilio tridentino. Nel 1613, da Innsbruck, ha inizio l'Osservanza Germanica che cesserà solo nel 1908.
Papa Innocenzo X, nel 1652, con la costituzione Instaurandae regularis disciplinae, impone una riforma forzata a tutti gli ordini religiosi. Per i servi di Maria ciò comporta la soppressione di 102 conventi sui 261 allora esistenti.
In questo secolo oltre ai frati si diffondono anche le monache ed il Terz'Ordine e si hanno i primi tentativi di diffusione dell'esperienza degli eremiti di monte Senario (1614-1623).
Il Seicento si chiuse per l'Ordine con la brillante figura del Generale Giorgio Sotgia Serra, già teologo personale di Cosimo III, docente presso lo Studio Teologico Romano, autore della compilazione Leges studiorum et collegiorum ordinis servorum B. M. V. (Roma 1679) e di numerosi commentari agli scritti del doctor solemnis Enrico di Gand. Fu elevato alla dignità episcopale nella sede di Bosa prima e Sassari poi.

## Il 1700 e il 1800
Il XVIII secolo presenta aspetti molto contrastanti. Nella prima metà del secolo l'Ordine raggiunge il più elevato numero di frati della sua storia, circa 3.000 persone. Nel 1737 viene elevato alla dignità cardinalizia frà Pietro Maria Pieri. Alla fine del secolo, per le soppressioni imposte, l'Ordine assisterà alla chiusura di molti conventi ed alla dispersione della maggior parte dei frati.
Negli ultimi trent'anni del Settecento, l'Ordine conosce una serie di soppressioni di conventi che portano alla decimazione della sua presenza in Europa, prima nei territori dell'impero austro-ungarico, poi in Francia ed infine in Italia. A questo si aggiunse, nel 1778, per disposizione del Papa, la soppressione della Congregazione eremitica di Monte Senario.
Il brasiliano fra Uguccione Dias Quaresma ottenne in questo secolo, da Papa Clemente XII, delle Costituzioni speciali per un Terz'Ordine regolare dei servi di Maria da fondare in Brasile. Tra i frati di questo periodo celebri per la loro attività culturale spicca il cardinale Pietro Maria Pieri per la liturgia mariana e Roberto Costaguti, poi vescovo di Sansepolcro (1778-1818), celebre oratore (predicò, tra l'altro, il quaresimale del 1779 alla corte imperiale di Vienna) e primo rettore dell'Università di Malta.
Il 1815 segna l'avvio di una ripresa dell'Ordine, che però si dimostra molto precaria. La fine del secolo e i primi del Novecento registrano, invece, una rinascita costante ma lenta, che si protrae fino agli anni sessanta del Novecento.
Per un Ordine di scarse dimensioni come i serviti, le leggi di soppressione del governo unitario italiano tra il 1848 e il 1867 rischiarono di essere fatali. Ma la canonizzazione dei sette fondatori (con i nomi di Bonfiglio, Bonagiunta, Manetto, Uguccione, Amadio, Sostegno e Alessio) nel 1888, grazie all'intervento di papa Leone XIII, diede nuova speranza all'Ordine. In questo periodo, infatti, nascono molte Congregazioni religiose di suore Serve di Maria che chiedono di essere unite all'Ordine, tra cui le Mantellate serve di Maria. Il ramo maschile inizia con difficoltà a riprendersi, quello femminile, invece, superata la sola dimensione monastica, comincia con decisione la sua diffusione.
Tra la data delle apparizioni mariane (1888) e la morte di Carlo Acquiderni nel 1912, l'Ordine fu attivissimo nella prima fase di costruzione del santuario dell'Addolorata di Castelpetroso e di diffusione del suo messaggio.

## Dal 1900 a oggi
Il XX è il secolo della massima diffusione geografica dell'Ordine, ormai presente in tutti e cinque i continenti. I priori generali dell'Ordine rispecchiano l'internazionalità attuale dell'Ordine: dalle origini fino al 1913 i servi di Maria ebbero un solo priore generale non italiano, mentre dal 1913 ad oggi sette su undici priori generali non sono italiani.
Nel 1943 Joan Bartlett apre a Londra la Servite House che si trasformerà nell'Istituto secolare servitano, mentre nel 1959 nasce l'Istituto secolare Regnum Mariae.
Molto attivo nel campo degli studi sulla propria storia, nel 1897 l'Ordine ha dato vita alla collana Monumenta Ordinis Servorum sanctae Mariae e nel 1933 ha preso vita la rivista Studi Storici dell'Ordine dei Servi di Maria. Nel 1959, inoltre, è stato fondato l'Istituto Storico dell'Ordine dei servi di Maria. Da ricordare, poi, la nascita della Pontificia Facoltà Teologica Marianum nel 1950, con sede a Roma.
Molto attivi in tutte le iniziative sociali, in particolare il convento milanese di San Carlo al Corso divenne il punto di riferimento della partecipazione cattolica alla resistenza. Ben sette frati serviti parteciparono nel dopoguerra all'attività di Nomadelfia di don Zeno Saltini, fino a che superiori disposizioni portarono al loro rientro a Milano
In seguito alle disposizioni del Concilio Vaticano II, l'Ordine inizia la riforma delle proprie Costituzioni nel Capitolo generale di Firenze nel 1965. Un testo provvisorio entra in vigore nel 1968, mentre la redazione definitiva si avrà nel 1987.
Nel 1964 l'Ordine registra il maggior numero dal 1750, arrivando a quasi 1700 frati.
Al 31 dicembre 2005, l'ordine contava 161 conventi e 888 frati, 647 dei quali sacerdoti.
Al 31 dicembre 2013, l'ordine era composto da 803 frati, 544 dei quali sacerdoti.

## Il carisma
Gli elementi essenziali della spiritualità dei serviti sono:
- il servizio
- la devozione alla Vergine Maria, in particolare con il titolo di Addolorata
- la vita fraterna
- l'invito alla conversione.

I serviti, a differenza di altri ordini, come i Trinitari, che si dedicano alla liberazione dalla schiavitù, o i missionari comboniani del Cuore di Gesù, che si dedicano all'attività missionaria, in particolare in Africa, non svolgono un servizio specifico.
In genere intendono il servizio come:
- accoglienza dei fratelli, specialmente dei più bisognosi;
- impegno apostolico, in particolare quello missionario;
- studio ed impegno di avere con tutti “solo rapporti di pace, di misericordia, di giustizia e di amore costruttivo”.

## Istituto Storico dell'Ordine dei servi di Maria
Fondato nel 1959 con lo scopo di promuovere gli studi sulla storia dell'Ordine, l'Istituto storico dell'ordine dei servi di Maria ha sede in Roma (viale 30 aprile, 6). Primo presidente è stato Franco Andrea Dal Pino, vero e proprio fondatore dell'Istituto. Attualmente cura l'edizione delle collane Monumenta OSM, Scrinium historiale e della rivista Studi Storici dell'Ordine dei Servi di Maria, fondata nel 1933 da p. Raffaele Taucci. Dal 2006 l'Istituto promuove una serie di convegni, a cadenza biennale, dedicati alla storia dell'Ordine: i primi tre convegni hanno studiato i periodi 1848-1950 (nel 2006), 1245-1430 (nel 2008) e 1431-1623 (nel 2010). S'interessa, inoltre, della redazione e pubblicazione della bibliografia sull'Ordine dei servi di Maria.

## Priori generali
- Buonfiglio dei Monaldi, fondatore e I Generale dell'Ordine (1249–1256)
- Buonagiunta Manetti, fondatore, II Generale dell'Ordine (1256–1257)
- Giacomo da Siena, III Generale dell'Ordine (1257–1265)
- Manetto dell'Antella, Fondatore, IV Generale dell'Ordine (1265–1267)
- San Filippo Benizi, V Generale dell’Ordine (1267–1285)
- Andrea di Balduccio Marescotti da Sansepolcro, Generale dell'Ordine (1300-1314)
- Pietro di Todi (o Pietro Sapiti), Generale dell'Ordine (1314-1334)
- Andrea da Faenza, Generale dell'Ordine verso il 1392
- Stefano Becci da Sansepolcro, noto anche come Stefano Mucciachelli (1404–1424)
- Antonio Alabanti, Generale dell'Ordine (1485-1492)
- Angelo d'Arezzo, Generale dell'Ordine (1512-1522)
- Agostino Falivene, Co-Generale dell'Ordine (1522-1523)
- Gaudioso da Perugia, Co-Generale dell'Ordine (1522-1523)
- Jerónimo de Lucca, Generale dell'Ordine (1523-1535)
- Dionisio Laurerio (1535–19 dicembre 1539)
- Agostino Bonucci (1542–1553)
- Lorenzo Mazzocchino (1554–1557)
- Stefano Bonucci[6] (1572 - ?)
- Lelio Baglioni (1590–1597)
- Angelo Maria Montorsoli (1597–1600)
- Giorgio Sotgia Serra (1678-1681)
- Giulio Arrighetti (1682–1700)
- Pietro Maria Pieri (1725–1734)
- Carlo Francesco Maria Caselli (1792–1798)
- Costantino Battini (1923-1829)
- Vittorio Amedeo M. Pirattoni (1829-1834)[7]
- Luigi Pietro Grati (1835-1841)
- Francesco M. Strigelli (1841-1847)
- Gaetano M. Bensi (1847-1853)
- Albuin Patscheider (1853–1859)
- Bonfiglio Mura (1859–1868)
- Giovanni Angelo M. Mondani (1868–1882)
- Pier Francesco M. Testa (1882–1888)

- Pellegrino Francesco Stagni (1901–1907)
- Giuseppe M. Lucchesi (1907–1913)
- Alexis-Henri-Marie Lépicier (1913–1920)
- Luigi M. Tabanelli (1920-1926)
- Austin M. Moore (1926–1932)
- Raffaele M. Baldini (1932-1938)
- Alfonso M. Benetti (1938-1953)
- Alfonso M. Montà (1953–1965)
- Joseph M. Loftus (1965–1971)
- Peregrine M. Graffius (1971–1977)
- Michel M. Sincerny (1977–1989)
- Hubert M. Moons (1989–2001)
- Ángel Maria Ruiz Garnica (2001–2013)
- Gottfried M. Wolff (dal 2013)

## Case dell'ordine
- Ancona, Parrocchia del Sacro Cuore di Gesù
- Bologna, Basilica di Santa Maria dei Servi
- Bologna, Eremo di Ronzano
- Budrio, Parrocchia di San Lorenzo
- Firenze, basilica della Santissima Annunziata
- Follina, Abbazia di Santa Maria
- Forlì, Santuario di San Pellegrino
- Genova, Chiesa di Santa Maria dei Servi
- Siena, basilica di San Clemente in Santa Maria dei Servi
- Pisa, Convento di Sant'Antonio
- Brescia, Convento dell'Annunciata Rovato
- Innsbruck, Chiesa dei Servi di Maria
- Napoli, chiesa di Santa Maria del Parto a Mergellina
- Manduria, Parrocchia San Michele Arcangelo Archiviato l'8 ottobre 2015 in Internet Archive.
- Marina di Massa, Chiesa della Beata Vergine della Consolazione
- Milano, Basilica di San Carlo al Corso
- Montefano, Convento San Filippo Benizi
- Nova Ponente, Santuario di Pietralba
- Padova, Chiesa di Santa Maria dei Servi
- Panzano in Chianti, Eremo di S. Pietro alle Stinche
- Pesaro, Santuario della Madonna delle Grazie
- Pistoia, Chiesa della Santissima Annunziata
- Reggio Emilia, Santuario della Beata Vergine della Ghiara
- Roma, chiesa di San Marcello al Corso
- Roma, chiesa di Santa Maria in Via
- Sansepolcro, Chiesa di Santa Maria dei Servi
- Sassari, Chiesa di Sant'Antonio Abate
- Senigallia, Parrocchia di San Martino
- Siracusa, Parrocchia Maria SS.Addolorata a Grottasanta
- Taranto, Chiesa Maria SS. Addolorata
- Torino, Chiesa di San Carlo (Torino)
- Torino, Chiesa di San Pellegrino Laziosi
- Udine, Santuario della Beata Vergine delle Grazie
- Verona, Chiesa di Santa Maria della Scala
- Viareggio, Chiesa di Sant'Andrea
- Vicenza, Santuario della Madonna di Monte Berico
- Vicenza, Chiesa di santa Maria dei Servi
- Isola Vicentina, Chiesa e convento di Santa Maria del Cengio
- Marina di Carrara, Chiesa della Santissima Annunziata dei Servi di Maria

## Figure notevoli per santità di vita

### Santi
- Sette santi fondatori (Bonfilio, Bonagiunta, Manetto, Amadio, Sostegno, Uguccione e l'ultimo dei sette Alessio, muore nel 1310)
- Filippo Benizi (+1285)
- Pellegrino Laziosi (+1345)
- Giuliana Falconieri (sec. XIV)
- Antonio Maria Pucci (+1892)
- Clelia Barbieri (+1870)

### Beati
- Giacomo l'Elemosiniere (+1304)
- Gioacchino da Siena (+1305)
- Bonaventura da Pistoia (+1315)
- Andrea da Borgo Sansepolcro (+1315)
- Ubaldo da Borgo Sansepolcro (+1315)
- Francesco Patrizi (+1328)
- Tommaso da Orvieto (+1343)
- Giovanna da Firenze (sec. XIV)
- Benincasa da Montepulciano (+1426)
- Girolamo da Sant'Angelo in Vado (+1455)
- Elisabetta Picenardi (+1468)
- Giacomo Filippo Bertoni (+1483)
- Bonaventura da Forlì (+1491)
- Giovannangelo Porro (+1505)
- Angelo Macrini (+1539)[8]
- Raffaele da Barletta (+1566)
- Ferdinando Maria Baccilieri (+1893)
- Maria Maddalena Costanza Starace (+1921)
- Maria Guadalupe Ricart Olmos (+1936)
- Cecilia Eusepi (Terziaria dell'Ordine)
- Innocenzo XI ( + 1689) ( Terziario Servo di Maria)
- Beato Luigi Caburlotto ( + 1897) ( Terziario Servo di Maria)

### Venerabili e servi di Dio
- Gioacchino Stevan
- Venanzio Quadri
- Vincenzo Maria Sarnelli
- Maria Elisa Andreoli
- Maria Dolores Inglese
- Monsignor Bernardino Piccinelli
- Madre Maria Consiglia Addatis

## Persone legate ai servi di Maria
- Maria Valtorta
- Antonio Alabanti
- Girolamo Amadei
- Angelo Buccarello
- Paolo Canciani
- Roberto Costaguti
- Andrea Czortek
- Franco Andrea Dal Pino
- Camillo De Piaz
- Agostino Falivene
- Arcangelo Giani
- Anna Caterina Gonzaga
- Bonfiglio Guelfucci
- Dionisio Laurerio
- Alexis-Henri-Marie Lépicier
- Alberto Maggi
- Donato Arsenio Mascagni
- Rafael Merry del Val
- Anacleto Milani
- Giovanni Angelo Montorsoli
- Simon-Joseph Pellegrin
- Pietro Maria Pieri
- Ermes Ronchi
- Paolo Sarpi
- Fulgenzio Micanzio
- Giovanni Battista Stefaneschi
- David Maria Turoldo
- Giovanni Vannucci

## Le marce nazionali
I Servi di Maria organizzano annualmente, in località diverse, delle marce nazionali come momenti forti di ritrovo e di riflessione spirituale. Si ricordano le seguenti edizioni:
- XV Marcia nazionale dei Servi di Maria, da Città di Castello a Sansepolcro, nella notte tra sabato 9 maggio e domenica 10 maggio 1998
- XXV Marcia nazionale dei Servi di Maria, da Pistoia ad Agliana, nella notte tra sabato 8 maggio e domenica 9 maggio 2010
- XXVIII Marcia nazionale dei Servi di Maria, a Napoli, nella notte tra sabato 11 maggio e domenica 12 maggio 2013
- XXX Marcia nazionale dei Servi di Maria, da Saviano a Baiano, nella diocesi di Nola, nella notte tra sabato 16 maggio e domenica 17 maggio 2015
- XXXI Marcia nazionale dei Servi di Maria, a Forlì, per il 750° della nascita di San Pellegrino Laziosi, nella notte tra sabato 7 maggio e domenica 8 maggio 2016.